# HD 334
HD 334 — звезда, которая находится в созвездии Кита на расстоянии около 303 световых лет от Земли.

## Характеристики
HD 334 — звезда 7,848 величины, не видимая невооружённым глазом. Впервые в астрономической литературе она упоминается в каталоге Генри Дрейпера, изданном в начале XX века. Это жёлто-белый карлик, имеющий массу, равную 1,30 массы Солнца Возраст звезды оценивается приблизительно в 2,7 миллиарда лет. Планет в данной системе пока обнаружено не было.